# Platycleis meridiana
Platycleis meridiana är en insektsart som beskrevs av Stolyarov 1969. Platycleis meridiana ingår i släktet Platycleis och familjen vårtbitare. Inga underarter finns listade i Catalogue of Life.